# Herne-Mitte (Stadtbezirk)
Herne-Mitte ist ein Stadtbezirk im Westen von Herne. Er besteht seit 1975. Er umfasst die Ortsteile Baukau-Ost, Holsterhausen, Herne-Mitte und Herne-Süd.
Bezirksbürgermeister ist Peter Bornfelder (2024).